# Amable Pierre de Maurès de Malartic
Amable Pierre Hippolyte Joseph de Maurès de Malartic, 1er baron de Maurès de Malartic et de l'Empire (21 août 1765 - 19 août 1828) est un homme politique et militaire français.

## Biographie

### Famille
Amable Pierre Hippolyte Joseph de Maurès de Malartic, né le 21 août 1765 à Montauban (Tarn-et-Garonne) et mort le 19 août 1828 à Tôtes (Seine-Maritime) est le fils d'Amable Gabriel Louis François de Maurès de Malartic, premier président de la Cour des aides de Montauban et du Conseil souverain de Roussillon, et d'Elisabeth de Favantines de Fontenilles.
Il est le frère de Louis Hippolyte Joseph de Maurès de Malartic et le neveu de Anne-Joseph-Hippolyte de Maurès de Malartic.
Il épouse, le 26 juillet 1805, Marguerite Thérèse Fiquet d'Ausseville, fille de Pierre Romain Fiquet d'Ausseville et de Marguerite Jeanne Leballeud. Ils ont quatre enfants :
- Jean Hippolyte Maxime de Maurès de Malartic, 2e baron de Maurès de Malartic et de l'Empire (1808-1891), marié à Marie Athanasie Victorine Berthe de Peychpeyron de Comminges de Guitaut ; maire de Tôtes
- Edmond Pierre Gabriel de Maurès de Malartic (1809-1886), marié à Marie Antoinette Françoise Blanche de Vigne de Puylaroque ;
- Charles Odon de Maurès de Malartic (1810-1877), marié à Marie Augustine de Clercy ;
- Nathalie Joséphine de Maurès de Malartic (1812-1840), mariée à Charles Ernest Irénée de Brosses.

### Carrière
Conseiller au conseil souverain de Roussillon en 1789, il émigré en Espagne en 1791 et devient chef d'escadron de dragons, puis aide de camp de Claude-Anne de Rouvroy de Saint Simon.
Rentré en France en 1804, il devient conseiller général de la Seine-Maritime en 1808 et maire de Tôtes. Il est député de la Seine-Maritime de 1824 à 1828, siégeant dans la majorité soutenant les gouvernements de la Restauration.

## Distinctions

### Décorations
- Chevalier de la Légion d'honneur (décret du 19 mai 1825)[2]
- Chevalier de l'Ordre royal et militaire de Saint-Louis